# إيقاع كراتشي
إيقاع كراتشي	 هو أحد الإيقاعات الموسيقية من وزن 2/4، أي أنه إيقاع ثنائي الزمن ويتسم بالتمهل في احساسه بالرغم إنه ينتقل كثيراّ من وإلى إيقاع الملفوف، وهو بذلك يعتبر من الإيقاعات البسيطة السهلة. وعند عزفه ببطء يعطي إحساساً متبلداًوحزيناً ولكن في حالة عزفه بوتيرة اسرع يكون بهيج الإحساس
وينتشر الإيقاع في مصر. ومن أمثلة تطبيقاته هناك ايقاع أغنية «دارت الأيام» للمطربة المصرية ام كلثوم(إنتاح 1970 كلمات مأمون الشناوي، وألحان محمد عبد الوهاب) وكذلك في شمال أفريقيا حيث استخدم في موسيقى الراي كما في أغنية عبد القادر للشاب خالد وأغاني رشيد طه (أغنية يا رايح) وفوضيل. وفي السودان أدخله لأول مرة  الموسيقى السودانية كمال ترباس في أغنيته «طبيعة الدنيا».

وعلى خلاف أغلبية الإيقاعات التي تبدأ بنغمة «دم» (صوت ضربة وسط الألة الإيقاعية)، إلا أنه يبدأ بنغمة «تك» (ضربة طرف الألة الإيقاعية).
فيكون بدون تشكيل على النجو التالي: تك-تك-دم-
ٍ